# Gerätekontext
Als Gerätekontext bezeichnet man unter den Windows-Betriebssystemen von Microsoft eine Windows-Datenstruktur. Diese enthält die Informationen über die Darstellungsattribute eines Geräts, zum Beispiel eines Druckers oder Bildschirms. 
Alle Zeichenbefehle erfolgen über ein Gerätekontextobjekt, in das die Windows-APIs für die Ausgabe von Linien, Formen und Text eingeschlossen sind. 
Die Gerätekontexte ermöglichen eine geräteunabhängige Darstellung.